# RTON Góra Parkowa
RTON Góra Parkowa, Radiowo-Telewizyjny Ośrodek Nadawczy – wieża o wysokości 88 m. Znajduje się w Kudowie-Zdroju, usytuowana jest na Górze Parkowej.
Ośrodek nadaje nie tylko programy telewizyjne i radiowe, ale także zapewnia zasięg sieci telekomunikacyjnych (GSM i UMTS).
Wieża ta jest głównym obiektem nadawczym dla Kudowy-Zdroju i pobliskich miejscowości w promieniu 5-15 km.

## Parametry
- Wysokość posadowienia podpory anteny: 475 m n.p.m.
- Wysokość zawieszenia systemów antenowych: Radio: 44, TV: 40, 45 m n.p.t.

## Transmitowane programy

### Programy telewizyjne – cyfrowe
| Nazwa multipleksu | Częstotliwość | Kanał | Moc nadajnika | Polaryzacja | Kompresja |
| ----------------- | ------------- | ----- | ------------- | ----------- | --------- |
| MUX 3             | 506 MHz       | 25    | 0,052 kW      | pozioma     | MPEG-4    |

### Programy radiowe
| LP | Program                   | Właściciel                                                              | Częstotliwość | Moc nadajnika | Polaryzacja |
| -- | ------------------------- | ----------------------------------------------------------------------- | ------------- | ------------- | ----------- |
| 1  | Radio Maryja              | Prowincja Warszawska Zgromadzenia O.O. Redemptorystów                   | 90,1 MHz      | 0,10 kW       | pionowa     |
| 2  | Polskie Radio Program II  | Polskie Radio S.A.                                                      | 91,2 MHz      | 0,10 kW       | pionowa     |
| 3  | Polskie Radio Wrocław     | Polskie Radio – Regionalna Rozgłośnia we Wrocławiu "Radio Wrocław" S.A. | 98,0 MHz      | 0,10 kW       | pionowa     |
| 4  | Polskie Radio Program III | Polskie Radio S.A.                                                      | 99,3 MHz      | 0,10 kW       | pionowa     |

## Nienadawane analogowe programy telewizyjne
Programy telewizji analogowej wyłączone 22 kwietnia 2013 r.
| LP | Program | Właściciel            | Częstotliwość | Kanał | Moc nadajnika | Polaryzacja |
| -- | ------- | --------------------- | ------------- | ----- | ------------- | ----------- |
| 1  | TVP1    | Telewizja Polska S.A. | 575,25 MHz    | 34    | 0,2 kW        | pozioma     |
| 2  | TVP2    | Telewizja Polska S.A. | 631,25 MHz    | 41    | 0,2 kW        | pozioma     |